# 4 Days Out
«4 Days Out» es el noveno episodio de la segunda temporada de la serie de televisión estadounidense de drama Breaking Bad. Fue escrito por Sam Catlin y dirigido por Michelle MacLaren.

## Trama
Walt llega al hospital con su familia para una tomografía computarizada para saber cómo ha reaccionado a la quimioterapia. Le dicen que los resultados de la prueba no estarán listos hasta dentro de una semana, pero ve una exploración de sus pulmones y nota un crecimiento prominente. Creyendo que le queda poco tiempo, y al darse cuenta de que los gastos recientes y los honorarios de Saul Goodman por lavar su dinero lo dejan con poco para darle a su familia, Walt decide pasar varios días haciendo nada más que cocinar metanfetamina. Walt inventa una historia acerca de visitar a su madre durante un fin de semana extendido para poder explicar su ausencia a Skyler. Él convence a Jesse para ayudarlo durante el fin de semana; Jesse es inicialmente reacio, pero cancela sus planes de ir a una cita en Santa Fe con Jane cuando Walt afirma que necesitan usar la mayor cantidad posible de su suministro de metilamina antes de que venza.
Después de que Jesse recoge los suministros adicionales y recoge a Walter del aeropuerto, conducen la caravana al desierto para cocinar. Walt le dice a Jesse que deje las llaves en un lugar seguro, y Jesse las deja en el interruptor de encendido, sin darse cuenta de que está agotando la batería del vehículo. Después de unos días de cocina, Walt estima que tienen casi USD $1.2 millones en metanfetamina. Con su generador portátil sin gasolina, Walt quiere obtener más gasolina y volver al trabajo, pero Jesse lo convence de que deberían tomarse un descanso para encontrar un hotel para pasar la noche. Cuando van a encender la caravana, encuentran que la batería está agotada. Intentan extraer la gasolina de la caravana al generador para arrancar el vehículo, pero el gas derramado en el proceso hace que el generador se incendie, y Jesse usa toda su agua potable para apagarlo.
Jesse sugiere que llamen a Skinny Pete para pedir ayuda usando el teléfono celular de Walt; a pesar de saber que Skyler probablemente descubrirá esto en los registros de su teléfono celular, Walt permite que Jesse haga la llamada. Jesse intenta darle instrucciones a Skinny Pete, pero no están seguros si entendió todas. Cuando Skinny Pete no llega, lo vuelven a llamar y descubren que está lejos de las direcciones antes de que el teléfono se apague.
Walter intenta cargar lentamente la batería de la caravana girando manualmente la manivela del generador. Aunque esto permite brevemente que el motor gire, la batería se agota rápidamente. Walt se deprime y comienza a sufrir agotamiento por calor. Jesse se da cuenta de que Walt cree que va a morir, lo que se evidencia más tarde cuando Walt tose sangre. Walt cree que merece morir ya que constantemente le ha mentido a su familia. Jesse intenta animar a Walt con su depresión, y esto inspira a Walt a construir su propia batería con los materiales que tienen a mano. La batería improvisada proporciona suficiente potencia para arrancar la caravana y pueden regresar a Albuquerque. Jesse deja a Walt en el aeropuerto, asegurándole que si Walt muere, su familia obtendrá su parte del dinero.
Walt y su familia regresan al médico la próxima semana y descubren que el cáncer de Walt está en remisión; el «crecimiento» que Walt vio fue simplemente tejido inflamado en su pulmón, y una rotura resultante en su esófago lo hizo toser sangre, pero sanará. La familia de Walt está extasiada, pero Walt, en privado, tiene un estallido violento al darse cuenta de que la muerte no pondrá fin a su red de mentiras o su imperio de drogas.

## Producción
El episodio fue dirigido por Michelle MacLaren y escrito por Sam Catlin. Se emitió por AMC en Estados Unidos y Canadá el 3 de mayo de 2009.

## Recepción de la crítica
El episodio fue universalmente aclamado por los críticos y generalmente se considera uno de los mejores episodios de la serie. Emily VanDerWerff, escribiendo para Slant, elogió el episodio por su cinematografía. Agregó que el episodio continuó con la construcción del mundo de la serie, comparándola con The Wire y Los Sopranos, afirmando que «las mejores series de televisión están llenas de la amplitud y profundidad de la panoplia de la vida humana». Alan Sepinwall sintió lo mismo, escribiendo «imagen tras imagen: la brillante luz anaranjada del desierto, los azules fríos de los químicos mezclados, los cuadros de la caravana descansando o Walt y Jesse disfrutando del aire nocturno después de un día duro trabajo, se veía absolutamente hermosa». Donna Bowman, de The A.V. Club, le dio al episodio una A. Ella elogió el episodio por resaltar la capacidad de los personajes para actuar bajo presión.